# Alison Richard

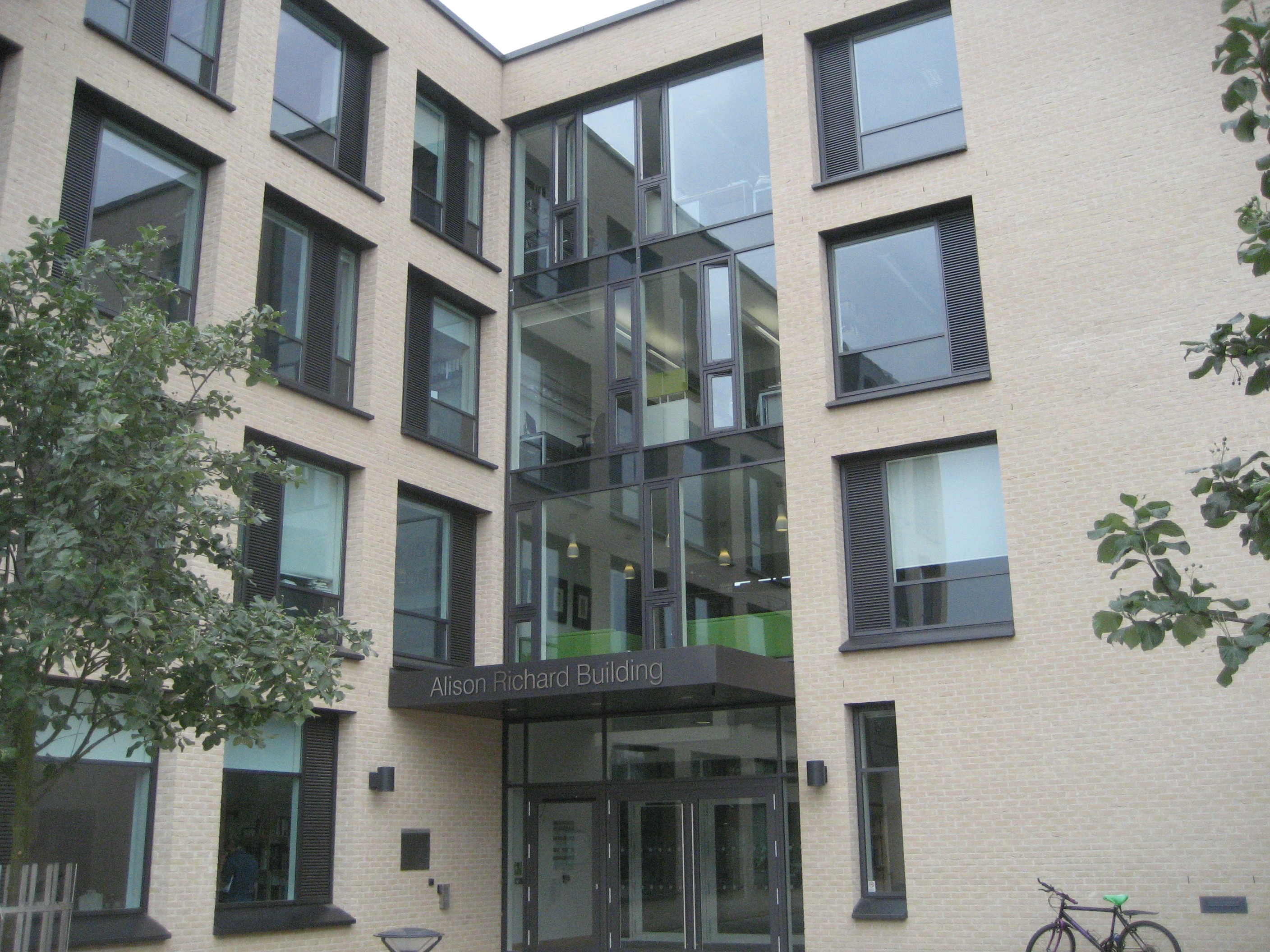
Das Alison Richard Building ist Teil der School for the Humanities, Social Sciences and Arts an der Universität von Cambridge

Alison Fettes Richard, DBE, DL (* 1. März 1948 in London Borough of Bromley, England) ist eine englische Anthropologin und Hochschullehrerin. Sie ist emeritierte Professorin of the Human Environment, war die 344. Vizekanzlerin der University of Cambridge und von 1994 bis 2002 die Rektorin der Yale University.

## Leben und Werk

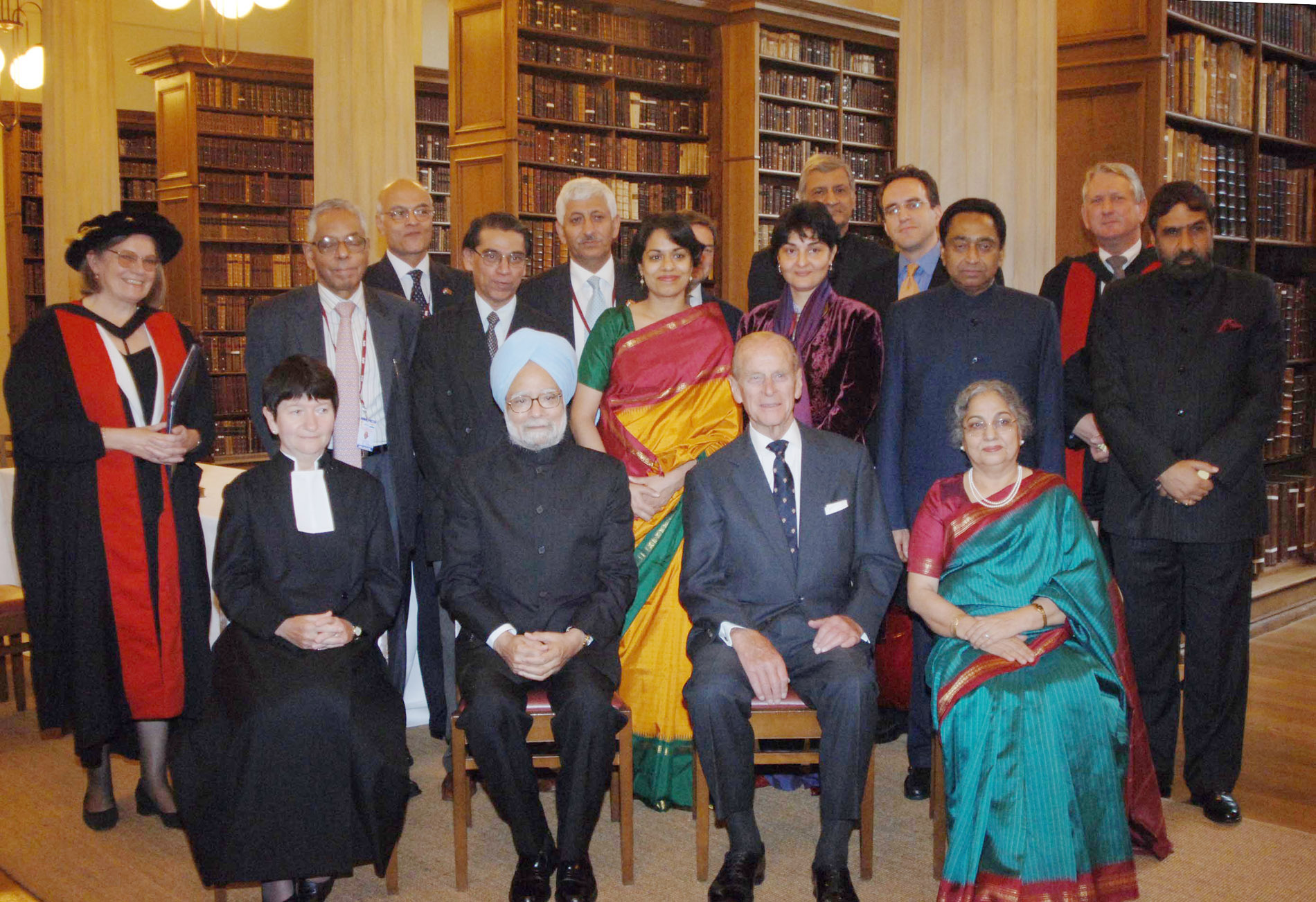
Der Premierminister Dr. Manmohan Singh mit Seiner Königlichen Hoheit Prinz Philip, Herzog von Edinburgh, Kanzler der Universität Cambridge und der Vizekanzlerin Prof. Alison Richard bei einem Gruppenfoto kurz vor seiner Verleihung der Ehrendoktorwürde in London am 11. Oktober 2006

Richard erhielt im Alter von 13 Jahren ein Stipendium für den Besuch der Queenswood School in Hertfordshire. Sie studierte dann Anthropologie am Newnham College in Cambridge, wo sie 1969 ihren Bachelor-Abschluss erhielt. Mit einem NATO-Stipendium flog sie nach Madagaskar und studierte dort die Lemuren der Gattung Propithecus verreauxi,  die in den Wäldern im Süden Madagaskars und im Nordwesten des Landes leben. 1973 erhielt sie den Master of Arts-Abschluss an der Cambridge University und promovierte an der Universität London mit der Dissertation: Social organization and ecology of propithecus verreaux grandidier.
1972 wechselte sie an die Fakultät der Yale University, wurde dort 1986 zur Professorin für Anthropologie ernannt und erhielt 1990 eine gemeinsame Ernennung zur Professorin für Umweltstudien an der Yale School of Forestry & Environmental Studies. Von 1986 bis 1991 war sie Vorsitzende der Abteilung für Anthropologie an der Yale University.
Als Direktorin leitete sie von 1991 bis 1994 das Peabody Museum of Natural History, wo sie für eine der renommiertesten naturhistorischen Sammlungen der Universität des Landes verantwortlich war.
Im April 1994 wurde sie Provost der Yale University, der neben dem Präsidenten der oberste akademische und administrative Beamte der Universität ist. Als solche hat sie die Bildungspolitik und akademischen Pläne aller Bereiche der Institution koordiniert und überwacht, darunter das Yale College, die Graduiertenschule, die zehn Berufsschulen, die Universitätssammlungen und die verschiedenen Forschungs- und Wissenschaftszentren. Sie trug außerdem die Hauptverantwortung für die Entwicklung der Betriebs- und Kapitalbudgets sowie der langfristigen Finanzpläne.
1998 wurde sie zur Franklin Muzzy Crosby Professorin of the Human Environment ernannt. Von 2003 bis 2010 war sie Vizekanzlerin der University of Cambridge, eine Position, in der sie die Verantwortung eines Universitätspräsidenten trug. Während ihrer Amtszeit leitete sie mehrere wichtige Änderungen in der Universitätspolitik, organisierte die Verwaltung der Universitätsstiftung neu, erweiterte die globalen Partnerschaften von Cambridge und startete und schloss eine Spendenkampagne in Höhe von einer Milliarde Pfund ab. Ihre Leistungen wurden 2010 gewürdigt, als ihr für ihre Verdienste um die Hochschulbildung die Auszeichnung Dame Commander of the British Empire verliehen wurde.

## Forschung und Einsatz für den Naturschutz
Richard forschte zur Ökologie und zum Sozialverhalten wildlebender Primaten in Mittelamerika, Westafrika und den Ausläufern des Himalaya, ist jedoch vor allem für ihre Arbeit in den Wäldern im Süden Madagaskars bekannt. Seit 1984 konzentriert sich ihre Forschung in Zusammenarbeit mit Kollegen in Madagaskar und den USA auf die Demografie und das Sozialverhalten der Sifaka-Population in Naturreservat Beza Mahafal auf Madagaskar. 1975 gründete sie zusammen mit Kollegen der Université d’Antananarivo und der Washington University in St. Louis die Bezà Mahafaly-Partnerschaft für Naturschutz, Forschung und Ausbildung.
Sie ist seit 1995 Mitglied des Vorstands des WWF, der größten privat geförderten internationalen Naturschutzorganisation der Welt. Sie fungiert außerdem als Direktorin der Liz Claiborne/Art Ortenberg Foundation, die sich dem Überleben von Wildtieren und Wildgebieten widmet. Sie wurde 2008 zum Treuhänder des Howard Hughes Medical Institute gewählt und ist Vorsitzende des Beirats von Perrett Laver. Sie ist Vorsitzende des Beirats der Cambridge Conservation Initiative und des Leadership Council des Yale Peabody Museum of Natural History und Mitglied des Beirats von Arcadia.
Richard heiratete den Archäologen und langjährigen Leiter der Abteilung für Anthropologie an der University of Connecticut, Robert E. Dewar, mit dem sie zwei Töchter bekam.

## Auszeichnungen (Auswahl)
- 2004: Ehrendoktor der Universität Peking
- 2004: Ernennung zur stellvertretenden Leutnantin der Grafschaft Cambridgeshire[9]
- 2004: Ehrendoktor der University of Antananarivo
- 2005: Ehrendoktor der York University, Canada
- 2005: Officier de l’Ordre National in Madagaskar[10]
- 2008: Addison-Emery-Verrill-Medaille
- 2010: Dame of the Order of the British Empire (DBE)[11][12]
- 2009: Ehrendoktor der Chinesischen Universität Hongkong
- 2022: Fellow of the American Academy of Arts and Sciences

## Veröffentlichungen (Auswahl)
- The Sloth Lemur’s Song: Madagascar from the Deep Past to the Uncertain Present. University of Chicago Press, 2022.
- mit R. E. Dewar:  Evolution in the hypervariable environment of Madagascar.  PNAS 104 (34), 2007, S. 13723–13727.
- mit R. E.  Dewar, M. Schwartz, J. Ratsirarson: Life in the slow lane? Demography and life histories of male and female sifaka (Propithecus verreauxi verreauxi). Journal of Zoology, London. 256, 2002, S. 421–436.
- mit J.  Ratsirarson: Partnership in practice: making conservation work at Bezà Mahafaly, southwest Madagascar.  Madagascar Conservation and Development, 2013.
- mit R. E. Dewar: Madagascar:  a history of arrivals, what happened, and will happen next. Annual Review of Anthropology. 41, 2012, S. 495–517.